# 화정리 고분군
화정리 고분군(化丁里 古墳群)은 전라남도 나주시 왕곡면 화정리에 있는 고분군이다. 2006년 12월 30일 나주시의 향토문화유산 제15호로 지정되었다.